# Sloup Nejsvětější Trojice (Kynšperk nad Ohří)
Sloup Nejsvětější Trojice (rovněž Morový sloup) je barokní sochařské dílo v historické části Kynšperku nad Ohří v okrese Sokolov v Karlovarském kraji. Od roku 1963 je chráněn jako kulturní památka.

## Historie
Jedinou informací o tom, že trojiční sloup vznikl v roce 1700, je nápis na památce a dataceve tvaru MDCC. Památka je votum měšťanů Kynšperka nad Ohří za ušetření města morových ran.
V archivních pramenech je v roce 1884 sochařské dílo popisováno velmi stručně, jakožto sloup obklopený sochami svatého Jana Nepomuckého a svatého Judy Tadeáše. Bližší popis je až z roku 1931, kdy Státní památkový úřad sděluje městu, že sloup je ve velmi špatném stavu a pískovec silně zvětralý. Silně jsou rovněž ohroženy obě po straně stojící sochy. Kynšperský městský úřad nereagoval a proto v roce 1932 následoval další dopis. Ve své odpovědi reagovala městská rada tím, že u jedné sochy je potřeba znova osadit hlavu světce, ale na důkladné restaurování chybí finanční prostředky. K celkové opravě sloupu proto nedošlo. K opravě se přistoupilo až v roce 1937, ovšem bližší informace chybí. Po druhé světové válce se stav památky nadále zhoršoval a v březnu 1959 oznámil okresní konzervátor Okresnímu národnímu výboru v Sokolově, že jedna socha již chybí a jedna je poškozená. K restaurování však nedošlo a během let se ztratila i druhá socha. Teprve v letech 1988–1990 byla rozebrána a opravena balustráda. Poslední restaurování proběhlo v listopadu 2000. V roce 2001 byla sousoší Nejsvětější Trojice doplněna svatozář podle dobových fotografií.
Při kontrole stavu restaurování bylo dne 11. června 2003 konstatováno, že povrch kamene byl ve všech částech sloupu očištěn, vytmelen a konzervován. Kovové svorníky na stupních nejsou uvolněné a jsou téměř bez koroze. Vrcholové sousoší Nejsvětější Trojice je v dobrém stavu, paprsky svatozáře na vrcholu byly zhotoveny z profilového měděného plechu a povrchově pozlacené plátkovým zlatem.

## Popis
Autorem celého sochařského díla byl chebský sochař Vilém Felsner (Wilhelm Felsner). Sloup stojí v zadlážděné ploše horní části náměstí Míru. Na několikastupňové podestě čtvercového půdorysu stojí na hranolovém soklu dřík sloupu Nejsvětější Trojice. Na soklu je uveden německý nápis – v překladu do češtiny „Ke cti Nejsvětější Trojice byl tento sloup vztyčen roku 1700“. Pod nápisem je reliéf trnové koruny, na zadní straně je dekorativní figurální reliéf, boky zdobí akantová rozvilina.
Sloup je ohrazen balustrádou a na soklech zábradlí stály sochy svatého Jana Nepomuckého a svatého Judy Tadeáše.
Na vrcholu samotného korintského sloupu se nachází oboustranné sousoší Nejsvětější Trojice, ztvárněné v kompozici tzv. Trůnu milosti (Gnadenstuhl). Jedná se o ikonografický typ, kdy Bůh Otec ukrývá pod svým pláštěm Syna.
Sokl, dřík sloupu a sochy byly vytvořeny z jemnozrnného až středně zrnitého pískovce. Balustráda s kuželkami je z šedookrové žuly, místy zbarvené do světle hnědé. Schody jsou kombinací pískovce a žuly.